# Cléber (futebolista)
Cléber Bomfim de Jesus, mais conhecido apenas como Cléber (Salvador, 22 de outubro de 1996), é um futebolista brasileiro que atua como centroavante. Atualmente joga no Avaí.

## Carreira

### Icasa
Com origem no bairro Engenho Velho da Federação, um dos mais populosos de Salvador, Cléber buscou oportunidades pela região. Foi rejeitado nas peneiras dos clubes da sua cidade, integrou equipes de várzea e também da Marinha do Brasil. Cléber iniciou sua carreira profissional em 2017, quando foi convidado para jogar pelo Icasa após impressionar em um torneio de futebol de sete. Ficou por dois meses, mas disputou a Copa Fares Lopes pela camisa do Icasa.

### Barbalha
Após apenas duas partidas pelo Icasa, foi transferido para o Barbalha no mesmo ano de 2017, onde ajudou o clube na sua ascensão à segunda divisão do Campeonato Cearense como campeão do Cearense Série C de 2017.

### Guarani de Juazeiro
Em 2018, Cléber foi emprestado ao Guarani de Juazeiro para o Cearense de 2018, mas raramente apareceu e voltou ao seu clube anterior.

### Retorno ao Barbalha
Voltou ao Barbalha, onde foi o artilheiro da Cearense Série B de 2018 com o seu clube e conquistando mais uma promoção pois foi campeão. Em 18 de maio de 2018, renovou seu contrato com o clube até 2021.

### Vitória
Em 26 de julho de 2018, foi anunciado o seu contrato de empréstimo ao Vitória. Inicialmente, foi designado para o sub-23. Cléber fez sua estreia no Vitória em 15 de janeiro de 2019, entrando no segundo tempo como substituto de Eron no empate por 1 a 1 fora de casa contra o CSA, pela Copa do Nordeste de 2019. Com apenas quatro jogos pelo clube, saiu sem aproveitamento e retornou ao Barbalha mais uma vez.

### Caucaia
Em 2019, foi anunciado o empréstimo de Cléber para o Caucaia, que conseguiu vencer a disputa pelo atacante. O mesmo era desejado por outros clubes do estado devido às suas boas atuações no Barbalha, mas ele raramente apareceu mais uma vez pelo clube.

### Concórdia
Após conseguir a conquista da Série B cearense de 2019 com o Caucaia, foi emprestado ao Concórdia, também em 2019.[carece de fontes?] Fez seu primeiro gol pelo clube na partida contra o Barra, pela segunda divisão do Catarinense de 2019, no qual conseguiu o acesso. Em sua passagem, fez 7 jogos e dois gols pelo clube catarinense.

### Retorno ao Guarany de Sobral
Foi emprestado pela terceira vez em 2019, mas desta vez, retornando ao Guarany de Sobral para a disputa da Copa Fares Lopes de 2019. Desta vez, muito aproveitado em 8 jogos e fez 3 gols.[carece de fontes?]

### Segundo retorno ao Barbalha
De volta a Barbalha em 2020, fez sua primeira partida e primeiros gols em uma vitória por 5 a 0 contra o Floresta, cujo marcou dois gols no mesmo jogo, em 5 de janeiro. Foi o artilheiro da temporada e goleador no seu time, Cléber marcou sete gols no ano no Cearense de 2019.

### Ceará
Sua ótima atuação no Barbalha levou à transferência para o Ceará em 9 de março de 2020; ele acertou com um contrato de três anos com o clube. No clube, ele imediatamente se tornou titular e marcou nas duas rodadas das finais da Copa do Nordeste de 2020, ajudando o Vozão a conquistar o troféu durante toda a competição.
Cléber fez sua estreia no Brasileirão em 7 de agosto de 2020, começando como titular e marcando o primeiro gol de sua equipe em uma derrota fora de casa por 3 a 2 contra o Sport.

## Títulos
Barbalha
- Campeonato Cearense - Série B: 2018
- Campeonato Cearense - Série C: 2017

Caucaia
- Campeonato Cearense - Série B: 2019

Ceará
- Copa do Nordeste: 2020

Avaí
- Campeonato Catarinense: 2025[13]